# Qualificazioni al Campionato CONCACAF 1985
Sono elencate di seguito le date e i risultati per le qualificazioni al Campionato CONCACAF 1985.

## Formula
17 membri CONCACAF: 9 posti disponibili per la fase finale. Guatemala è qualificata direttamente alla fase finale. Rimangono 16 squadre per otto posti disponibili per la fase finale. Le qualificazioni si compongono di un unico playoff: giocano partite di andata e ritorno, le vincenti si qualificano per la fase finale.

## Playoff
| San Salvador 29 luglio 1984 | El Salvador | 5 – 0 | Porto Rico |  |

| San Juan 5 agosto 1984 | Porto Rico | 0 – 3 | El Salvador |  |

El Salvador si qualifica alla fase finale.
| Willemstad 29 settembre | Antille Olandesi | 0 – 0 | Stati Uniti |  |

| Saint Louis 6 ottobre 1984 | Stati Uniti | 4 – 0 | Antille Olandesi |  |

Stati Uniti si qualifica alla fase finale.
| Colón 15 giugno 1984 | Panama | 0 – 3 | Honduras |  |

| Tegucigalpa 24 giugno 1984 | Honduras | 1 – 0 | Panama |  |

Honduras si qualifica alla fase finale.
| Port-au-Prince 4 agosto 1984 | Antigua e Barbuda | 0 – 4 | Haiti |  |

| Port-au-Prince 7 agosto 1984 | Haiti | 1 – 2 | Antigua e Barbuda |  |

Haiti si qualifica alla fase finale.
| Paramaribo 15 agosto 1984 | Suriname | 1 – 0 | Guyana |  |

| Georgetown 29 agosto 1984 | Guyana | 1 – 1 | Suriname |  |

Suriname si qualifica alla fase finale.
|  | Canada | – | Giamaica |  |

|  | Giamaica | – | Canada |  |

Giamaica si ritira, Canada si qualifica alla fase finale.
|  | Costa Rica | – | Barbados |  |

|  | Barbados | – | Costa Rica |  |

Barbados si ritira, Costa Rica si qualifica alla fase finale.
|  | Grenada | – | Trinidad e Tobago |  |

|  | Trinidad e Tobago | – | Grenada |  |

Grenada si ritira, Trinidad e Tobago si qualifica alla fase finale.